# Arroyo Don Esteban
Arroyo Don Esteban lub Arroyo Don Esteban Grande – rzeka w departamencie Río Negro w Urugwaju w Ameryce Południowej.
Ma swoje źródła w paśmie Cuchilla de Haedo w okolicach Algorty, skąd płynie na południe mijając miejscowości Villa Maria i Rincón de los Negros. Uchodzi do Río Negro, tuż za ujściem Arroyo Grande.